# Sabaa Tahir
Œuvres principales
- Série Une braise sous la cendre
- All my Rage

Sabaa Tahir, née le 7 novembre 1983 à Londres en Angleterre, est une romancière américaine pour jeunes adultes connue pour son best-seller du New York Times Une braise sous la cendre, ses suites et le roman All My Rage.

## Biographie

### Enfance et formation
Sabaa Tahir naît le 7 novembre 1983 à Londres au Royaume-Uni,. 
Ses parents naissent au Pakistan mais vivent leur jeunesse en Angleterre. La famille déménage ensuite aux États-Unis. Son père, ingénieur, travaille dans une compagnie pétrolière au Texas, mais il perd son emploi lors du ralentissement économique des années 1980. On lui offre alors l’opportunité d’acheter un motel en Californie. Sabaa Tahir grandit ainsi dans le désert de Mojave à Ridgecrest, en Californie, avec ses parents et ses deux frères aînés dans le motel familial de dix-huit chambres,.
Elle fréquente l'UCLA et, pendant cette période, effectue un stage au Washington Post. Après avoir obtenu son diplôme, elle y a accepte un emploi de rédactrice et devient rédactrice en chef,.

### Carrière
Une braise sous la cendre (An Ember in the Ashes en anglais), le premier roman pour jeunes adultes de Sabaa Tahir, sort en 2015. Il raconte l'histoire d'une esclave nommée Laia qui s'infiltre dans les rangs d'un régime oppressif dans l'espoir de sauver son frère emprisonné. Elle se déroule dans un royaume ancien et sauvage nommé Serra.
Paramount acquiert les droits du film dans le cadre d'un accord à sept chiffres avant même la sortie du livre. Il est un best-seller du New York Times.
Une braise sous la cendre et sa suite, Une flamme dans la nuit (A Torch Against the Night en anglais), sont répertoriés parmi les cent meilleurs livres fantastiques de tous les temps par le magazine Time en 2020. La série est traduite dans plus de trente-cinq langues.
En 2022, son roman All My Rage remporte le Boston Globe-Horn Book Award 2022, le National Book Award for Young People's Literature et le prix Michael L. Printz,.
Elle publie parallèlement des critiques et des essais de non-fiction dans le New York Times,, le Washington Post et Vox.
Elle travaille dans une chambre qu'elle sous-loue à une entreprise de dispositifs médicaux dans un immeuble de bureaux de la Silicon Valley à Los Altos, en Californie.
Ses livres se sont vendus à des millions d'exemplaires dans le monde.

### Vie privée
Sabaa Tahir vit actuellement dans la région de la baie de San Francisco. Elle a deux enfants. Son mari, Kashi, travaille dans l'industrie technologique.

## Œuvres

### UniversUne braise sous la cendre

#### SérieUne braise sous la cendre
1. Une braise sous la cendre, Pocket Jeunesse, 2015 ((en) An Ember in the Ashes, 2015), trad. Hélène Zylberait, 528 p.  (ISBN 978-2-266-25434-2)Réédition, BigBang, 2024, 512 p. (ISBN 978-2-36231-631-9)
2. Une flamme dans la nuit, Pocket Jeunesse, 2016 ((en) A Torch Against the Night, 2016), trad. Hélène Zylberait, 544 p.  (ISBN 978-2-266-27114-1)Réédition sous le titre Une torche dans la nuit, BigBang, 2025, 512 p. (ISBN 978-2-36231-430-8)
3. Le Prix du sang, Pocket Jeunesse, 2018 ((en) A Reaper at the Gates, 2018), trad. Guillaume François, 576 p.  (ISBN 978-2-266-28897-2)Réédition sous le titre Un faucheur aux portes, BigBang, 2025, 512 p. (ISBN 978-2-36231-593-0)
4. Un ciel après la tempête, BigBang, 2025 ((en) A Sky Beyond the Storm, 2020), trad. Laurence Boischot, 608 p.  (ISBN 978-2-36231-483-4)

#### Préquelles en roman graphique
1. (en) A Thief Among the Trees, 2020
2. (en) A Spark Within the Forge, 2022

#### DuologieHeir
1. Heir, BigBang, 2025 ((en) Heir, 2024), trad. Laurence Boischot, 576 p.  (ISBN 978-2-36231-415-5)À paraître le 8 octobre 2025

### Romans indépendants
- (en) All my Rage, 2022

### Nouvelles
- (en) Reirin, 2017Parue dans From a Certain Point of View, Del Rey
- (en) Waiting, 2017Parue dans Three Sides of a Heart, éd. Natalie C. Parker, HarperCollins
- (en) News of the Day, 2019Parue dans The New York Times, éd. Veronica Chambers et Jeff Giles, The New York Times
- (en) What the Winds Stole, 2023Parue dans Magic Has No Borders, éd. Samira Ahmed, Harper Teen